# Plagodis aestiva
Plagodis aestiva är en fjärilsart som beskrevs av Diószeghy 1935. Plagodis aestiva ingår i släktet Plagodis och familjen mätare. Inga underarter finns listade i Catalogue of Life.